# Thomas Beecham
Thomas Beecham (St. Helens, 29. travnja 1879. – London, 8. ožujka, 1961.), britanski dirigent
Dirigirao je nizom vodećih engleskih i inozemnih ansambala. Osnovao je i vodio Londonsku filharmoniju i Kraljevski filharmonijski orkestar. Bio je umjetnički direktor londonske opere Covent Garden i dirigent opere Metropolitan u New Yorku. U Engleskoj je organizirao nekoliko glazbenih festivala, postavio je brojne engleske praizvedbe suvremene i manje poznate starije glazbe. Proslavio se kao interpretet Mozarta, Wagnera i Straussa.